# 亞歷山大 (新加坡)
亞歷山大是新加坡紅山規劃區內的分區，由兩個不相鄰的街區組成：亞歷山大山（Alexandra Hill）和亞歷山大北（Alexandra North）。

## 設施
- 亞歷山大醫院